# Banque eurasiatique de développement
 (mai 2017).
Si vous disposez d'ouvrages ou d'articles de référence ou si vous connaissez des sites web de qualité traitant du thème abordé ici, merci de compléter l'article en donnant les références utiles à sa vérifiabilité et en les liant à la section « Notes et références ».
La Banque eurasiatique de développement est une banque de développement ayant son siège à Almaty au Kazakhstan. Elle est fondée en 2006. Les membres sont : Russie, Kazakhstan, Arménie, Biélorussie, Kirghizstan et Tadjikistan.